# Isabella Tovaglieri
Isabella Tovaglieri (ur. 25 czerwca 1987 w Busto Arsizio) – włoska polityk i działaczka samorządowa, wiceburmistrz Busto Arsizio, posłanka do Parlamentu Europejskiego IX i X kadencji.

## Życiorys
Ukończyła szkołę średnią w rodzinnej miejscowości, a w 2013 studia prawnicze na Università Carlo Cattaneo. Podjęła praktykę zawodową, a także została zatrudniona w przedsiębiorstwie zajmującym się dystrybucją produktów chemicznych. Współpracowała też z katedrą postępowania cywilnego na macierzystej uczelni. Zaangażowała się w działalność polityczną w ramach Ligi Północnej. W 2011 została radną miejską w Busto Arsizio. W 2016 powołana w skład zarządu miasta na funkcję asesora do spraw m.in. planowania przestrzennego i budownictwa, a w 2017 awansowana na stanowisko zastępczyni burmistrza.
W wyborach w 2019 uzyskała mandat eurodeputowanej IX kadencji. Z powodzeniem ubiegała się o poselską reelekcję w 2024.